# Vestfold og Telemark

Mapa geopolítico da Noruega, exibindo suas 11 divisões subnacionais de primeira ordem ("condados")

Vestfold og Telemark  (em norueguês: Vestfold og Telemark; literalmente Vestfold e Telemark) é um dos 11 condados da Noruega.
Está situado no sul do país.
É limitado a norte e leste pelo condado de Viken, a oeste pelos condados de Vestland, Rogaland e Agder, e a sul pelo estreito do Escagerraque.
Tem uma área de 15 925 km² e uma população de 421 882 habitantes (2021).

O atual condado de Vestfold og Telemark foi criado em 1 de janeiro de 2020 pela fusão dos antigos condados de Telemark e Vestfold.

## Comunas
O condado de Vestfold og Telemark possui um total de 23 municípios:

- Bamble
- Drangedal
- Fyresdal
- Færder
- Hjartdal
- Holmestrand
- Horten
- Kragerø
- Kviteseid
- Larvik
- Midt-Telemark
- Nissedal
- Nome
- Notodden
- Porsgrunn
- Sandefjord
- Seljord
- Siljan
- Skien
- Tinn
- Tokke
- Tønsberg
- Vinje

Condado de Vestfold og Telemark
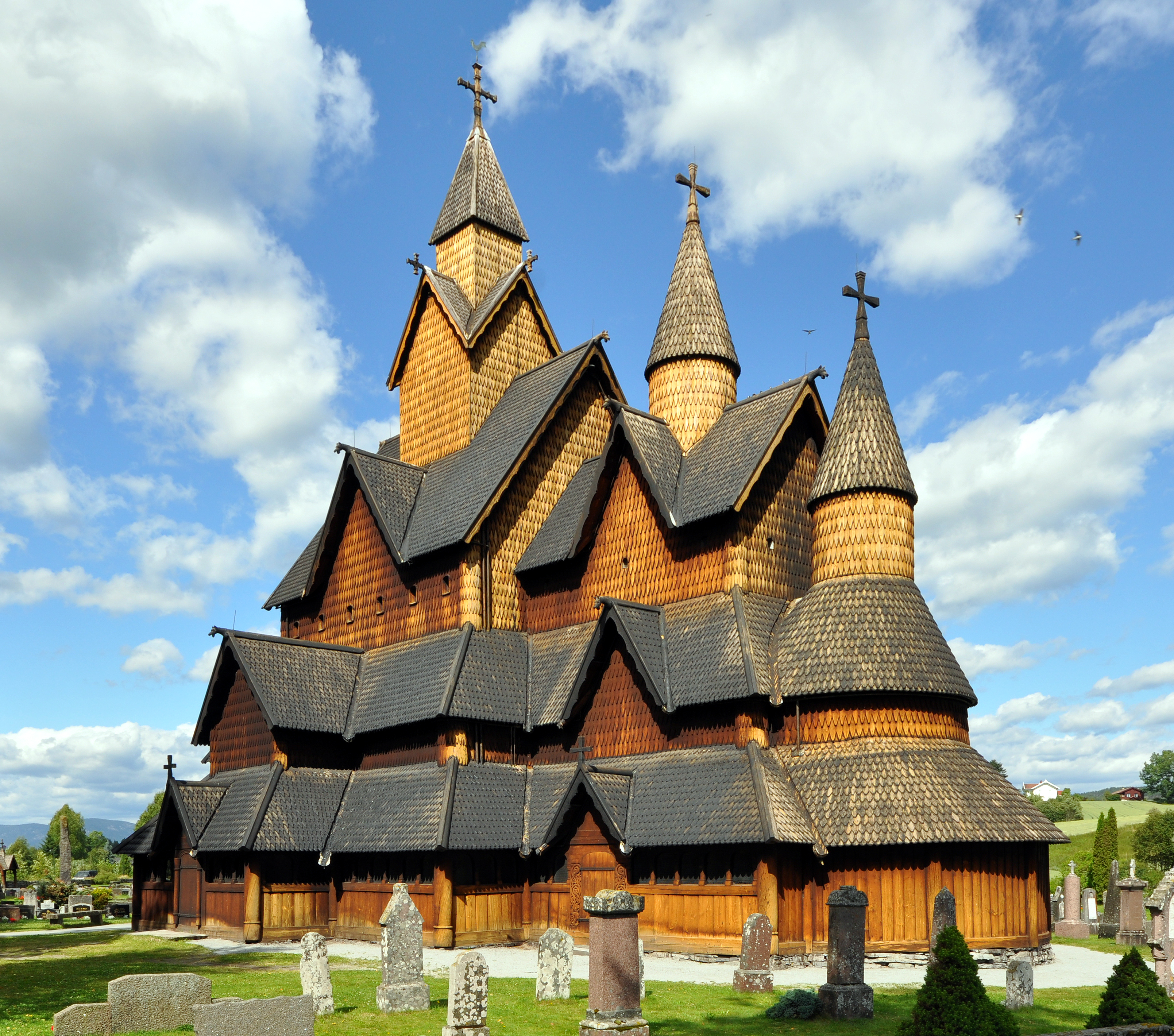
Igreja de madeira de Heddal
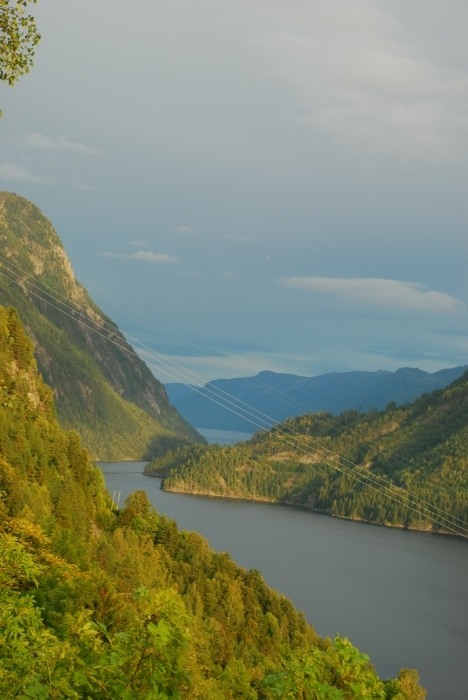
Vista de Dalen
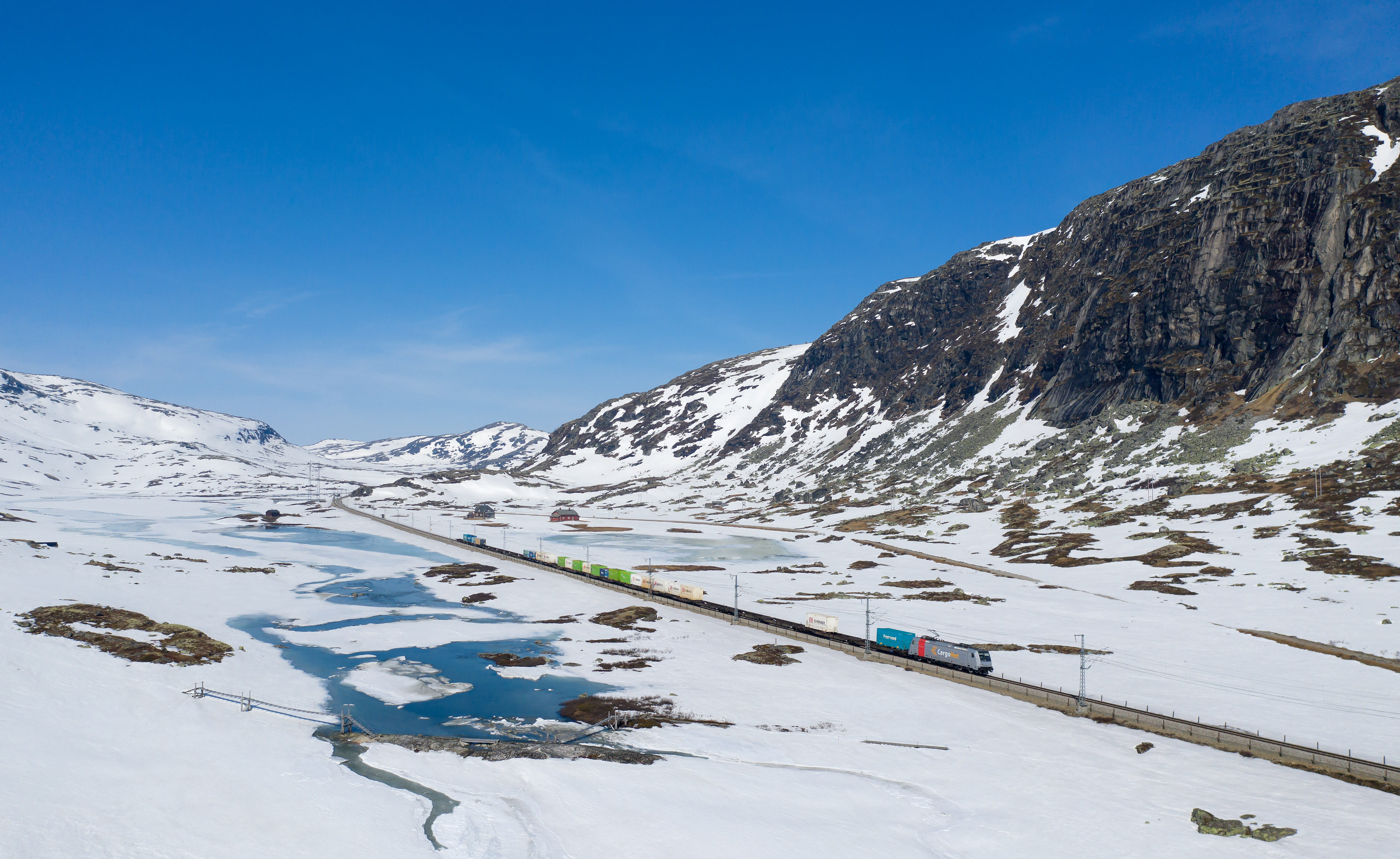
Linha férrea em Hardangervidda
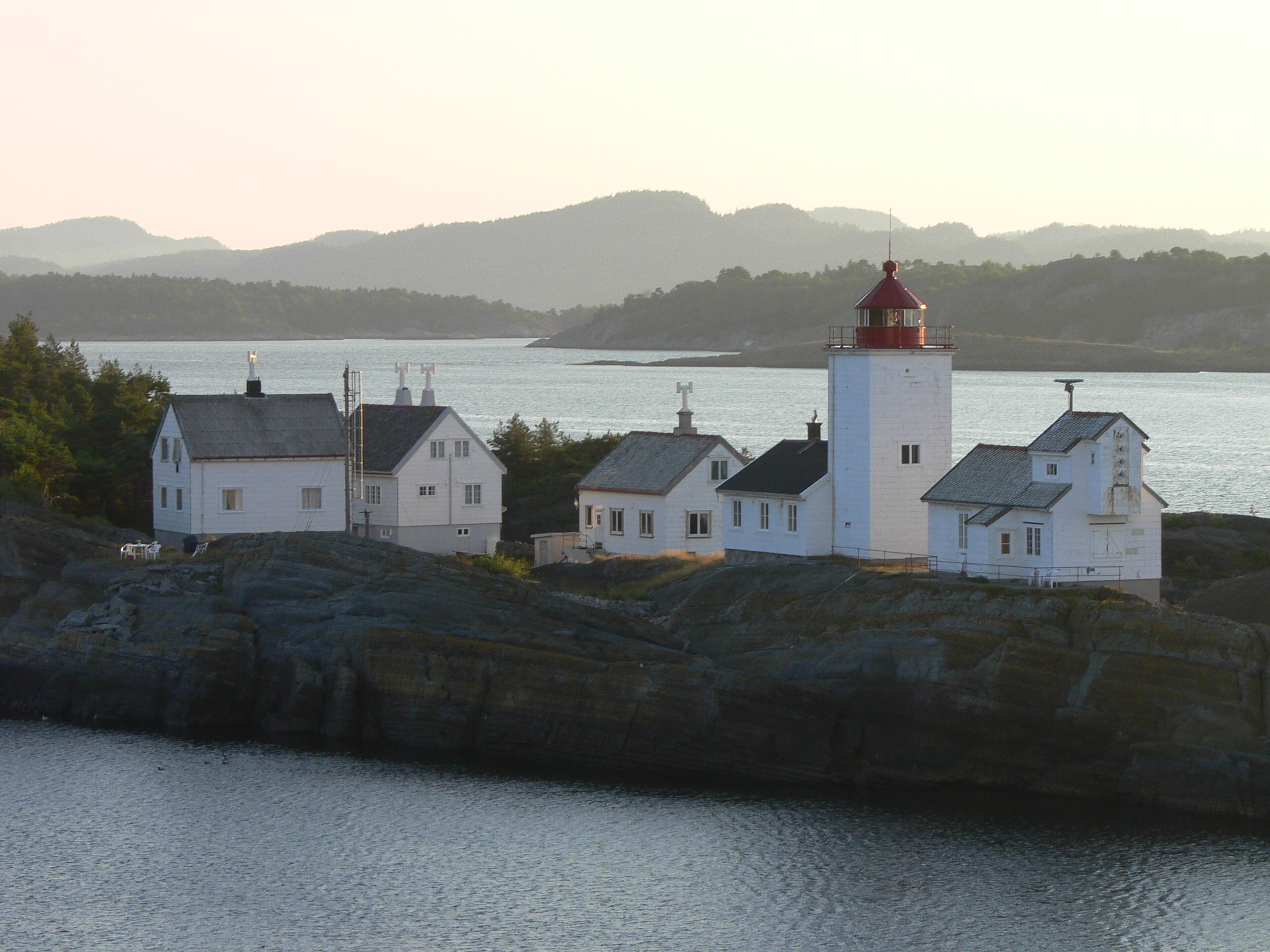
Farol de Langøytangen